# Gamescom
Gamescom is een jaarlijks meerdaagse computerbeurs gericht op computerspellen. Het evenement wordt gehouden in Keulen, Duitsland. De beurs bestaat uit een publiek gedeelte (entertainment area) en een besloten gedeelte voor bedrijven en ontwikkelaars (business area). Tijdens het evenement laten spelontwikkelaars nieuwe games en hardware zien, maar er zijn ook diverse activiteiten op het gebied van computerspellen.
Gamescom behoort samen met de Amerikaanse Electronic Entertainment Expo (E3) en de Japanse Tokyo Game Show (TGS) tot de grootste evenementen in de computerspelindustrie.

## Exposanten en bezoekers
Het is het op een na grootste evenement ter wereld waar grote namen in de computerspelindustrie aanwezig zijn. De beurs is niet alleen toegankelijk voor mensen uit de computerspelindustrie (zoals onder andere ontwikkelaars, uitgevers en pers), maar ook voor consumenten. In 2017 waren er meer dan 350.000 bezoekers en ruim 900 exposanten. Tijdens het evenement in 2019 werden alle records verbroken ten aanzien van het aantal bezoekers, aantal exposanten en totale vloeroppervlakte. Door de coronapandemie werden in 2020 en 2021 virtuele evenementen gehouden die via een livestream via het internet bekeken kon worden. In 2022 werd weer een fysiek evenement gehouden worden dat ook via het internet is uitgezonden.

## Locatie
Gamescom vindt elk jaar plaats in de beurshal Koelnmesse. In 2009 werd de beurs nog gehouden op een oppervlakte van 120.000 m². In 2019 werd een vloeroppervlakte van maar liefst 218.000 m² bestreken.

## Statistieken
| Jaar | Data           | Aantal exposanten           | Oppervlakte (m²)            | Aantal bezoekers            |
| ---- | -------------- | --------------------------- | --------------------------- | --------------------------- |
| 2009 | 19-23 augustus | 458                         | 120.000                     | 245.000                     |
| 2010 | 18-22 augustus | 505                         | 120.000                     | 254.000                     |
| 2011 | 17-21 augustus | 557                         | 120.000                     | 276.000                     |
| 2012 | 15-19 augustus | 603                         | 140.000                     | 275.000                     |
| 2013 | 21-25 augustus | 635                         | 140.000                     | 340.000                     |
| 2014 | 13-17 augustus | 703                         | 140.000                     | 335.000                     |
| 2015 | 5-9 augustus   | 806                         | 193.000                     | 345.000                     |
| 2016 | 17-21 augustus | 877                         | 193.000                     | 345.000                     |
| 2017 | 22-26 augustus | 919                         | 200.000                     | 355.000                     |
| 2018 | 21-25 augustus | 1037                        | 201.000                     | 370.000                     |
| 2019 | 20-24 augustus | 1153                        | 218.000                     | 373.000                     |
| 2020 | 27-30 augustus | virtueel gehouden evenement | virtueel gehouden evenement | virtueel gehouden evenement |
| 2021 | 25-27 augustus | virtueel gehouden evenement | virtueel gehouden evenement | virtueel gehouden evenement |
| 2022 | 24-28 augustus | 1100                        | 218.000                     | 265.000                     |
| 2023 | 23-27 augustus | 1227                        | 230.000                     | 320.000                     |
| 2024 | 21-25 augustus | 1462                        | 230.000                     | 335.000                     |
| 2025 | 20-24 augustus |                             |                             |                             |

## Retro-gaming
Een integraal onderdeel van Gamescom is de show "Retro Gaming". Op de gezamenlijke stand tonen enkele tientallen verzamelaars, clubs, hobbyisten, ontwikkelaars en kunstenaars de geschiedenis en cultuur van computerspellen. Op meer dan 200 schermen kunnen historische retro-gaming spelsystemen zoals de Atari 2600, Commodore 64 of SNES worden uitgeprobeerd, sommige met nieuw ontwikkelde games. Er zijn shows, arcademachines en fotogalerijen. Op een klein podium worden interviews, lezingen, quizzen en live muziek aangeboden door chiptunes-artiesten.

## Galerij

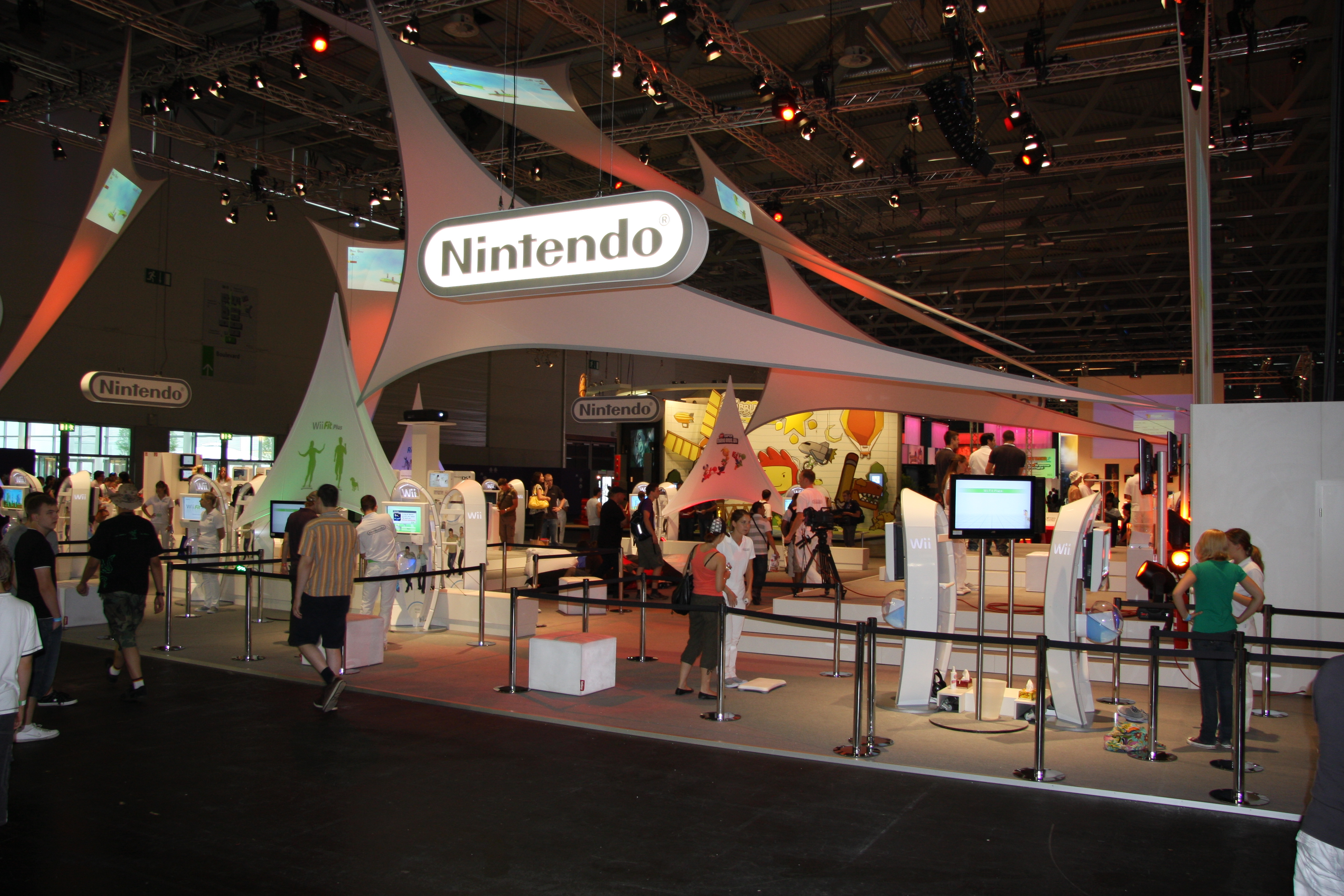
Stand van Nintendo in 2009
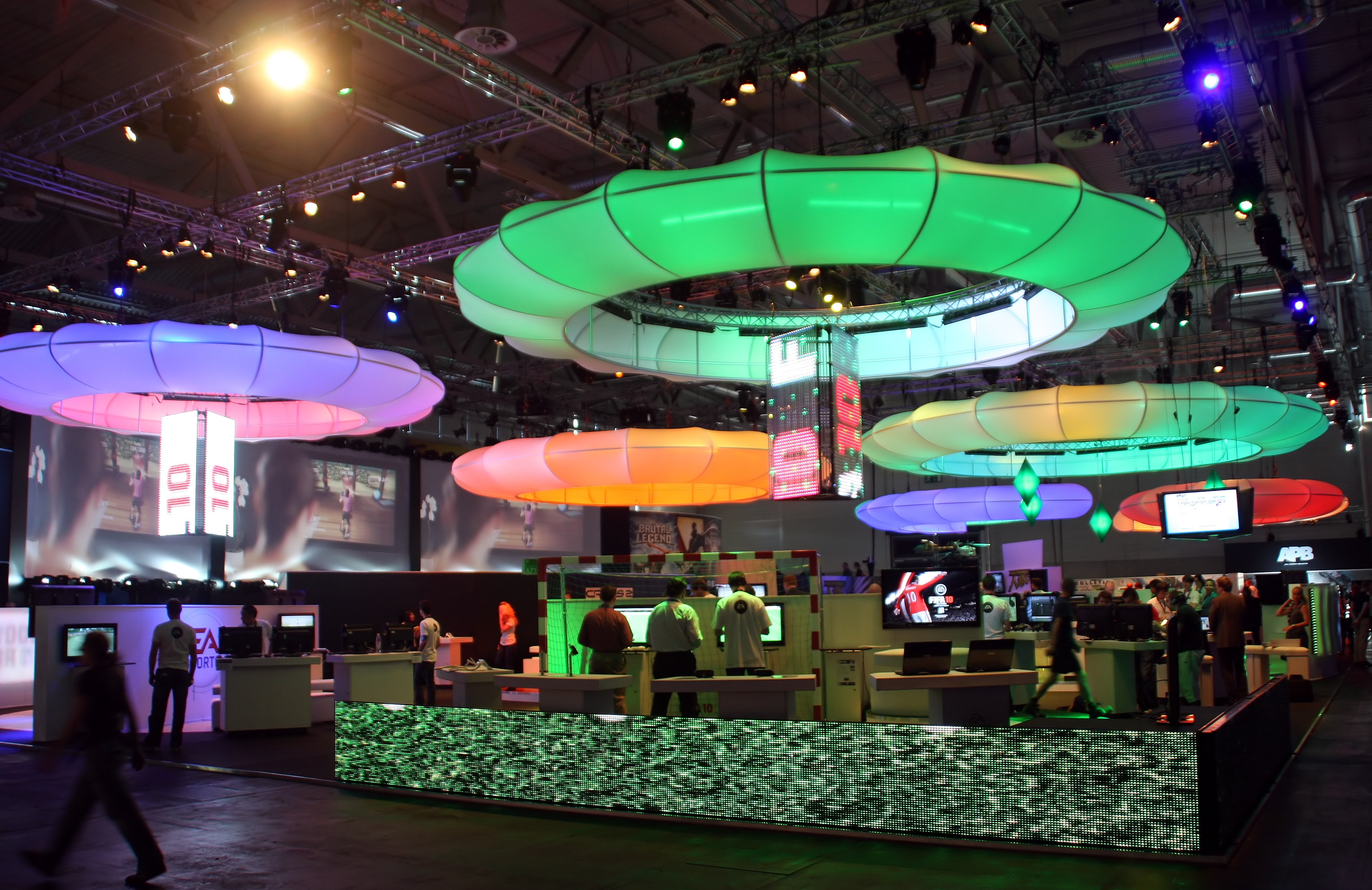
Stand van Electronic Arts in 2009
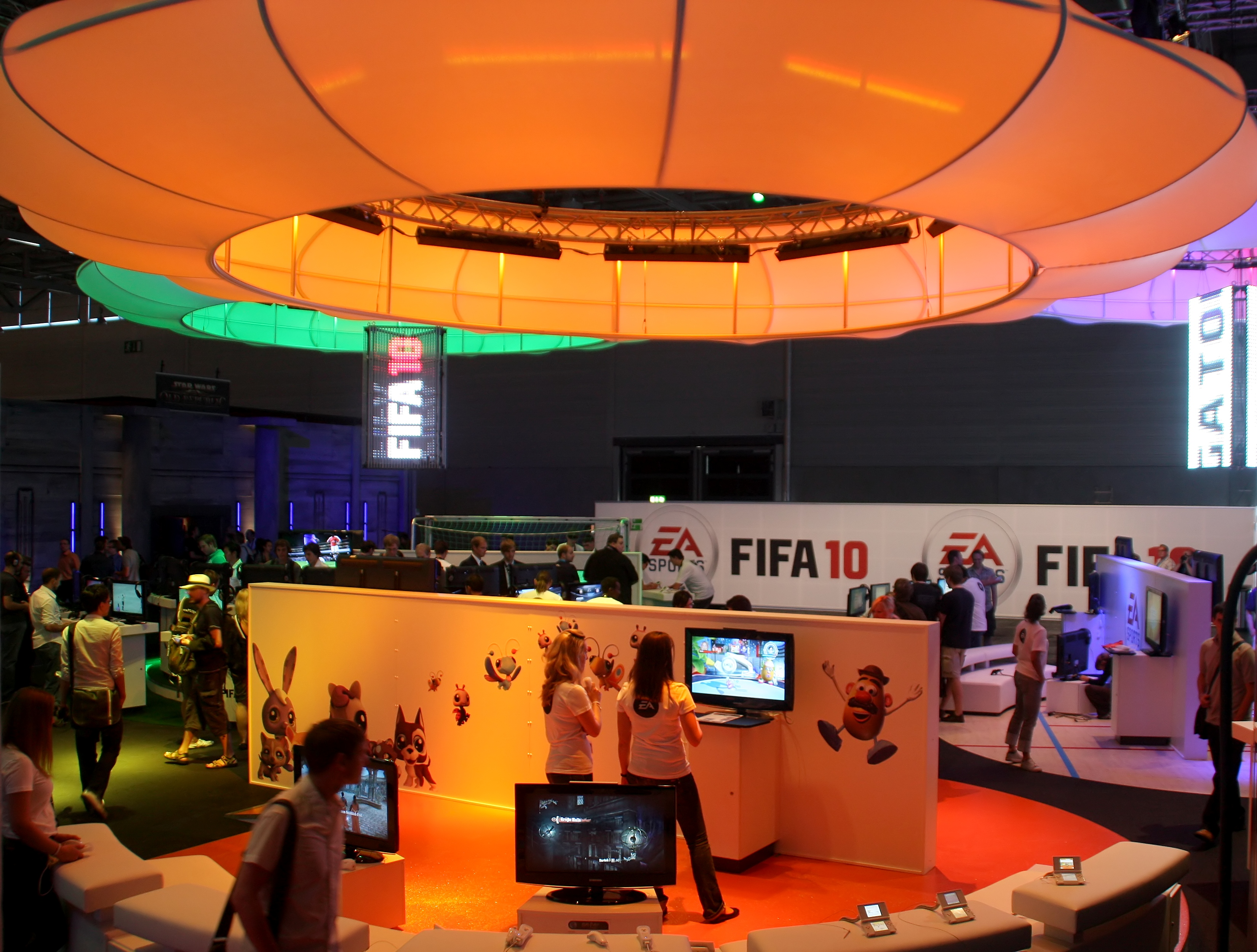
Stand van Electronic Arts in 2009
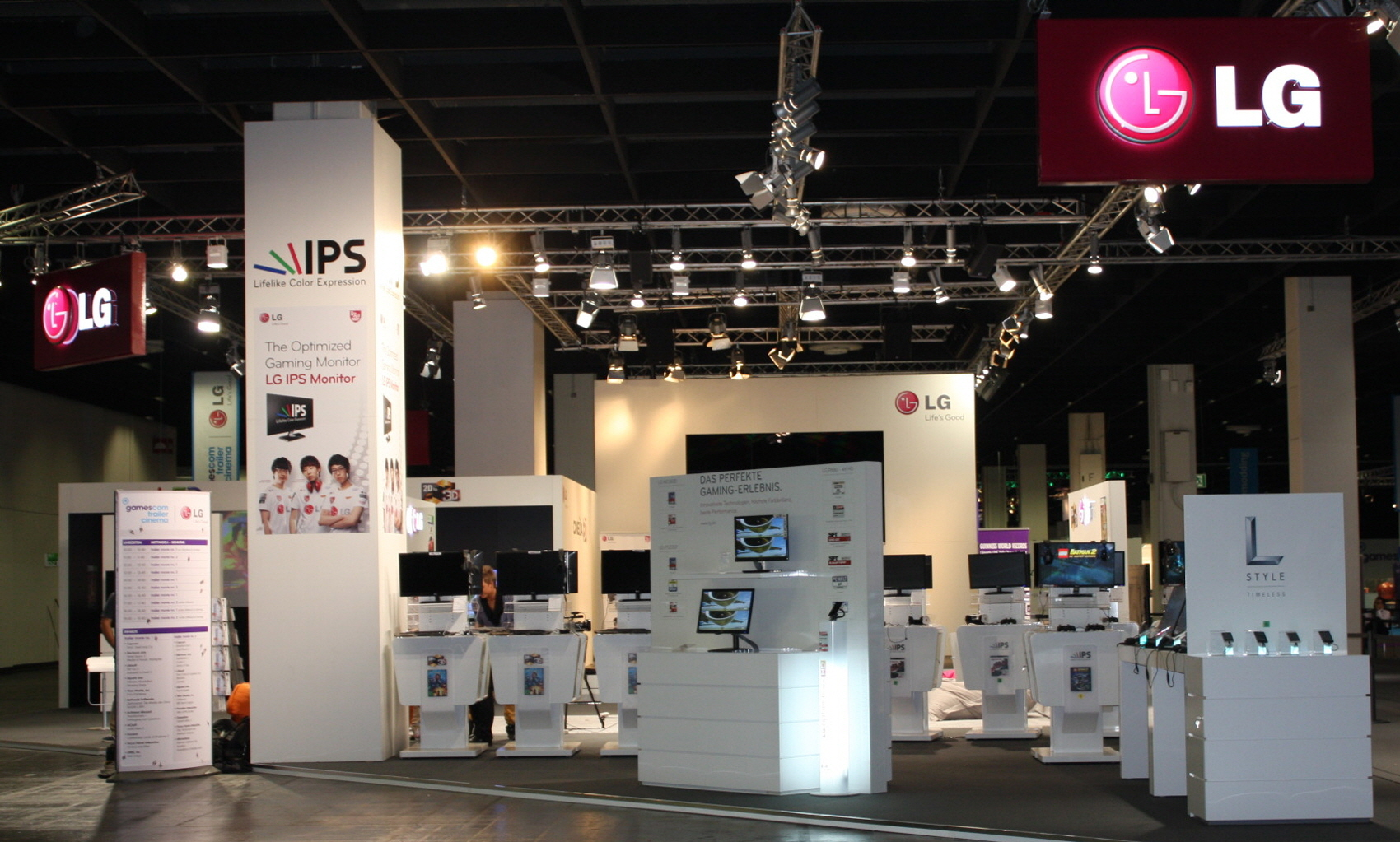
Stand van LG Group in 2012
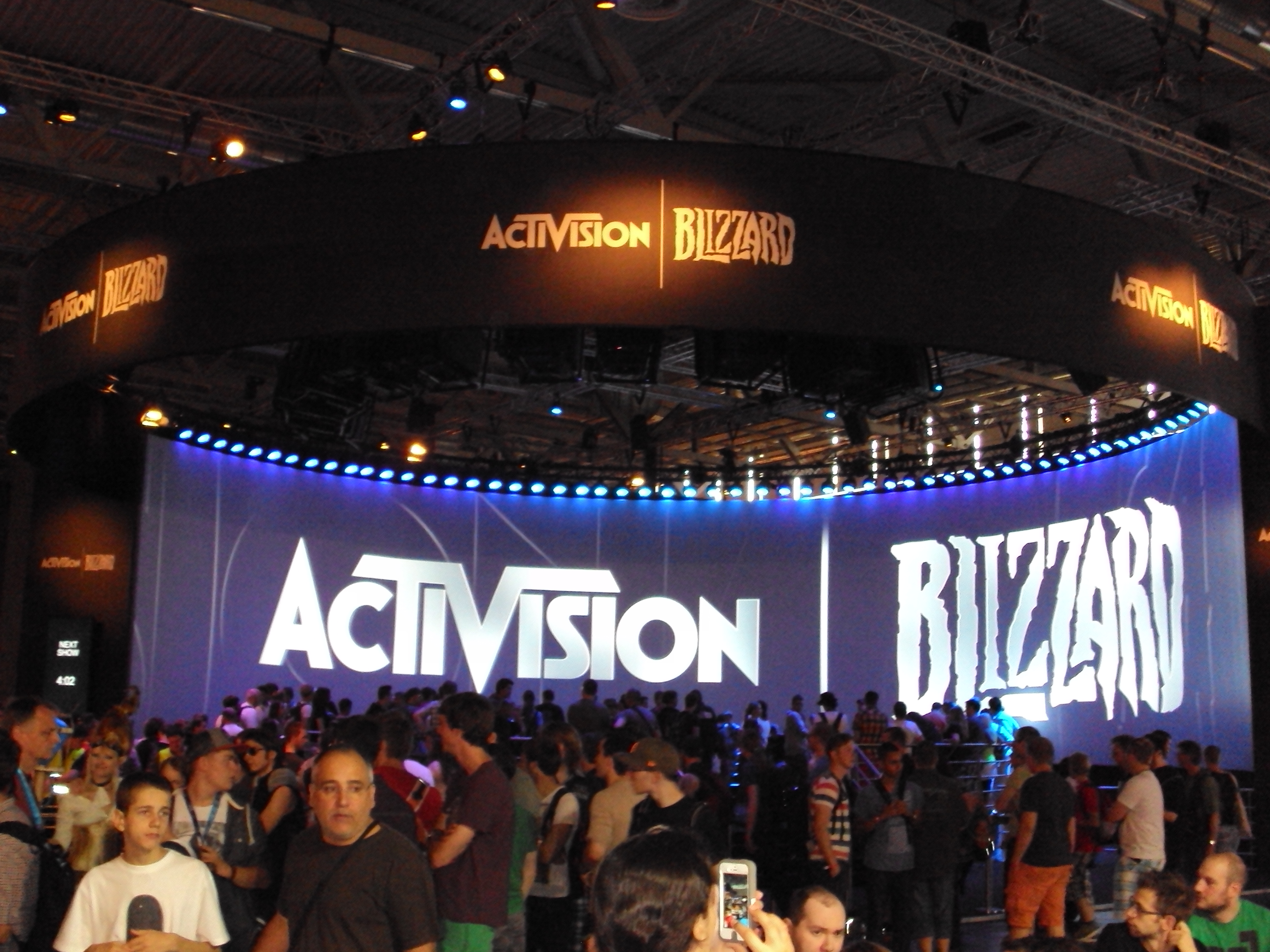
Stand van Activision in 2013
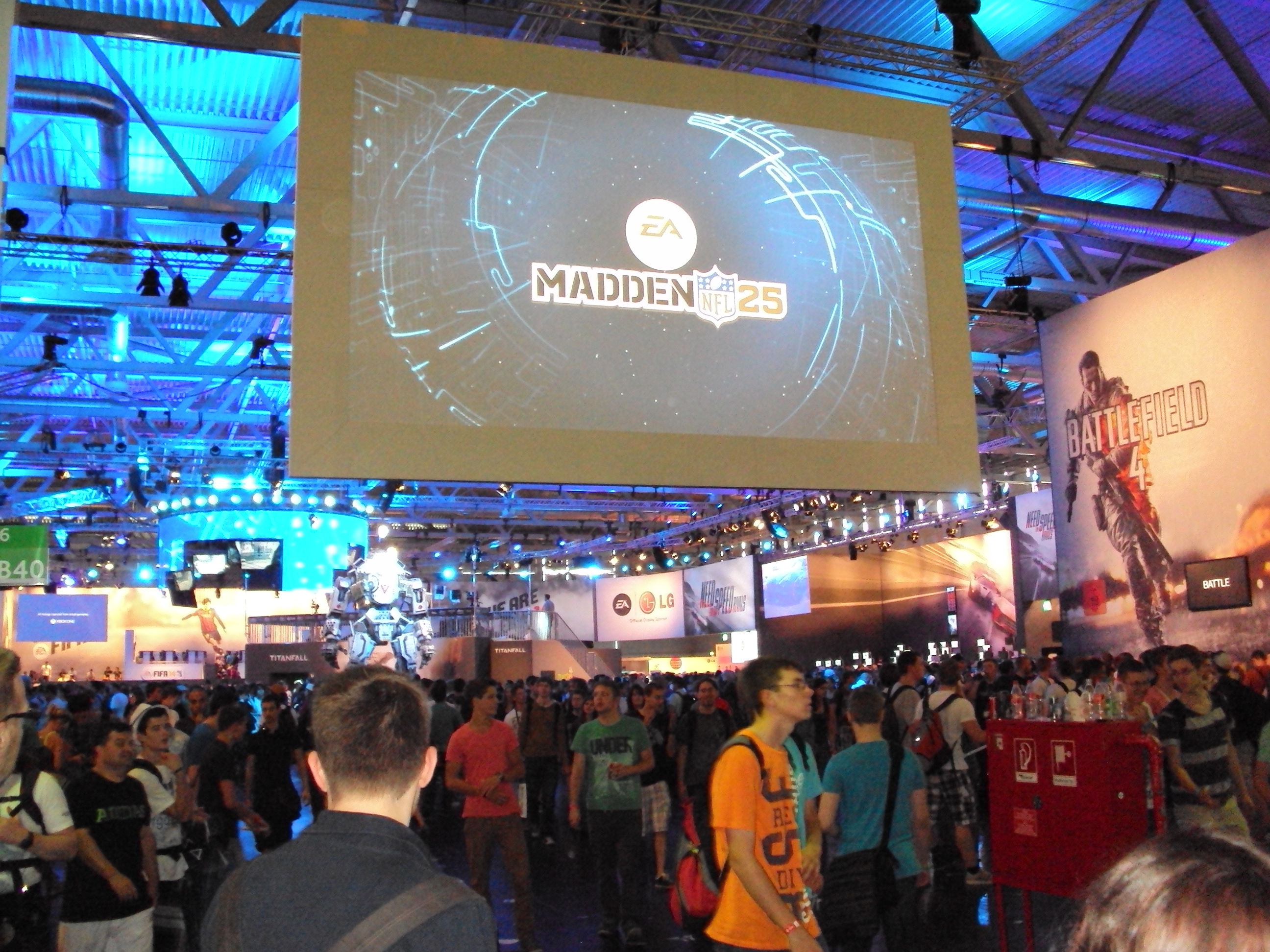
Stand van Electronic Arts in 2013